# Archive (groupe)
Pour les articles homonymes, voir Archive.
Archive [aʁkajv] est un groupe de rock progressif, trip hop, et musique électronique britannique, originaire de Londres, en Angleterre. À l'effectif changeant, le groupe est formé autour de Darius Keeler et Danny Griffiths. Leur style empruntant des éléments aussi bien au rock qu'à la musique électronique et au trip hop a évolué au fil des albums.

## Biographie

### Débuts (1994-1999)
Archive se forme en 1994 comme groupe de trip hop sous l'impulsion de Darius Keeler et de Danny Griffiths aux côtés de Roya Arab et du rappeur Rosko John. Après avoir publié quelques singles sous leur propre label, ils se séparent au début de 1996. 
Quelques mois plus tard, le groupe se reforme avec du nouveau personnel. Le premier album, Londinium, sort en 1996 chez Island Records, label de PolyGram (désormais Universal Music) avec la chanteuse Roya Arab et le rappeur Rosko John. C'est un mélange entre du trip hop très sombre (trip hop de Bristol, dans la même lignée que le premier album du groupe Massive Attack) et du rap. Londinium est devenu aujourd'hui un incontournable en matière de trip hop, le chant rap sur une musique expérimentale lui donnant une sonorité particulière.
À la suite de problèmes relationnels, le groupe se sépare de ses voix et recrute une nouvelle chanteuse, Suzanne Wooder, pour l'album Take My Head (1999) signé chez Small, label de Sony Music (aujourd'hui Sony BMG Music). Cet album est beaucoup plus mélodique et aérien, plus dans la veine trip pop (entre pop et trip hop). Beaucoup de fans du premier album déplorent le changement de style, bien que d'autres le préfèrent.

### Période Craig Walker (2000–2004)
En 2001, et après avoir signé chez Warner Music, le groupe s'éloigne du trip hop en se séparant de Suzanne Wooder et en intégrant un quatrième chanteur, Craig Walker, précédemment chanteur du groupe punk irlandais Power of Dreams. Avec son arrivée, le son change radicalement en faveur d'un rock psychédélique ou progressif plus sombre. 
La collaboration dure un temps et plusieurs albums voient le jour : You All Look the Same to Me (mars 2002), Noise (mars 2004) et Unplugged (novembre 2004), (une reprise de leurs derniers morceaux en acoustique) ainsi que la bande originale du film Michel Vaillant sortie en novembre 2003. Craig Walker quitte le groupe en novembre 2004, quelques jours avant la sortie d’Unplugged.

### Phase collective (2005–2009)

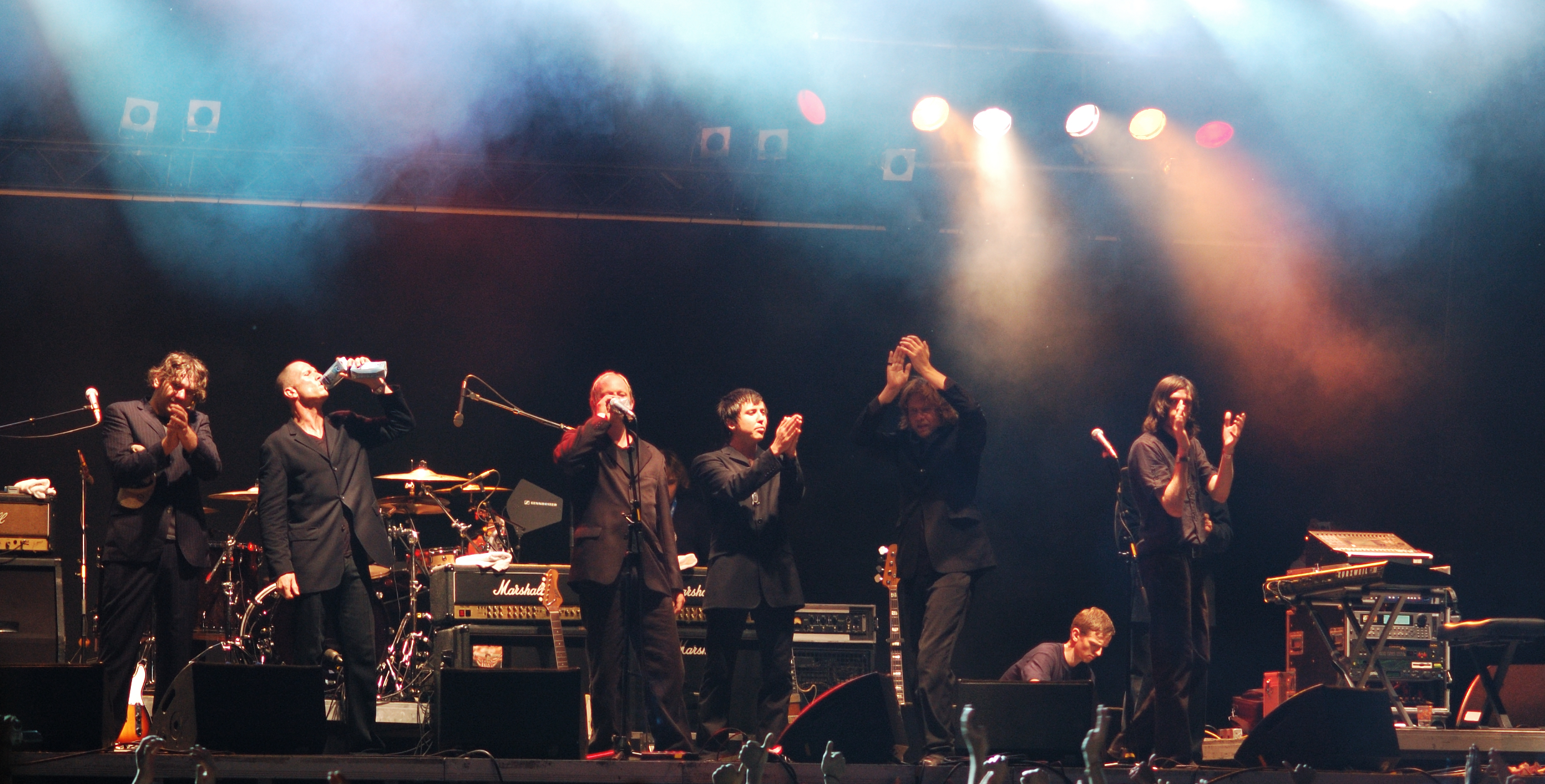
Archive au Rheinkultur en Allemagne en 2006.

À la suite du départ soudain de Walker, le groupe recherche un renouveau. En 2006, le single System de l'album Lights sort avec de nouveaux chanteurs : David Penney (un ami du groupe, déjà présent sur la précédente tournée), Pollard Berrier (du collectif autrichien Bauchklang) et Maria Q (également présente sur la précédente tournée). Le genre musical devient dès lors beaucoup plus progressif, délaissant l'électro trip hop des premiers albums.
En  mars 2009, le groupe sort son huitième album studio, Controlling Crowds. Il marque le retour du rappeur Rosko John, ancien chanteur du groupe sur Londinium. En  octobre, la suite de Controlling Crowds est diffusée sous le titre Controlling Crowds Part IV, et révèle les titres enregistrés en studio mais non produits en mars 2009.
En  juillet 2010, le groupe annonce vouloir produire lui-même un DVD en public financé par les fans. À la fin de 2010, Darius Keeler et Danny Griffiths réalisent trois titres de l'album Bleu noir de l'artiste française Mylène Farmer : Light Me Up, Leila et Diabolique mon ange. Darius compose les musiques de celles-ci ; Steve Harris, Smiley et Jonathan Noyce, ont participé à leur enregistrement, ce qui fait que les sonorités collent à l'univers d'Archive.
Après une première expérience en  septembre 2007 où Archive avait donné un concert unique à Cannes avec l'orchestre régional, le groupe se lance en  2011 dans une série de spectacles orchestraux à travers toute l'Europe.

### Nouveaux albums (2010–2015)
En  novembre 2011, Archive met en ligne un nouveau site officiel, crée son propre label Dangervisit Records et annonce un prochain retour en studio pour l'enregistrement de leur neuvième album With Us Until You're Dead, prévu pour le 27 août 2012. Le clip Violently, premier single de leur neuvième album studio, est dévoilé par le biais de leur site en mai. C'est une nouvelle chanteuse, Holly Martin, qui assure l'ensemble de la partie vocale. Ces premiers extraits font état d'un style davantage orienté vers le rock. La tournée d'hiver 2012 voit le groupe se produire deux soirs consécutifs au Zénith de Paris (les  16 et 17 novembre 2012) ; Rosko John ne fait pas partie du dernier album With Us Until You're Dead. L’intégration de la nouvelle chanteuse permet au collectif de nouveaux arrangements de certains de ses succès tels que You Make me Feel, interprété en duo, faisant la part belle aux harmonies entre les deux chanteuses.
Pour  2014, Le collectif annonce deux sorties. Le 12 mai 2014 est publié Axiom en guise de nouvel album, un court métrage du même nom porté par Archive et le collectif espagnol NYSU. Le groupe est présent au London Sundance Film Festival le 25 avril 2014 pour une avant-première du court métrage. De plus, une date au Roundhouse de Londres est programmée pour le 29 mai 2014 où le groupe interprète l'intégralité de l'album Axiom en diffusant le court métrage simultanément (quarante minutes).
Restriction paraît en janvier 2015. Dans la continuité des deux précédentes publications du collectif, il conserve les mêmes chanteurs mais le guitariste Steve Harris est absent de cet opus. Il est remplacé à la guitare par Mickey Hurcombe, qui collaborait déjà au collectif. Le 4 décembre 2015, paraît Unrestricted, qui n'est autre que l'album Restriction remixé par différents artistes. Les titres ont été proposés à l'écoute durant les deux mois précédant la sortie du disque.

### The False Foundation(2016-2018)
Après plusieurs bandes annonces de quelques secondes depuis le début du printemps, le 1er juin 2016, Archive annonce sur les réseaux sociaux la tournée Kings of the False Foundation tour prévue pour novembre 2016. Les villes annoncées sont : Amsterdam, Varsovie, Poznań, Berlin, Hambourg, Munich, Cologne, Milan, Zurich, Bruxelles et Paris. Cette tournée précède la sortie, le 7 octobre 2016, de l'album The False Foundation en CD et double vinyle.
En octobre 2016, paraît The False Foundation. Plus électronique, cet album fait l'objet d'une tournée qui sera un succès et verra la popularité du groupe croître.
Leur participation au festival Europavox de Clermont-Ferrand en juin 2017 est très remarquée à La Coopérative de mai qui affiche complet.

### 25(2019)
Afin de célébrer le vingt-cinquième anniversaire du collectif, Archive publie, le 10 mai 2019, l’album 25, un best of agrémenté de huit titres inédits parmi lesquels Remains of Nothing en collaboration avec Band of Skulls. Un des titres, Hyperreal, voit également la collaboration de Lisa Mottram qui rejoindra plus tard le collectif pour leur douzième album studio : Call to Arms & Angels et fera la tournée d’Archive en 2023.
L'album 25 est décliné en coffrets six vinyles, deux ou quatre CD dans différentes variations. Le collectif devait initialement éditer la captation du concert donné à la Seine musicale le 16 mai 2019 sous le titre Live in Paris sous différents formats (vinyle, CD, DVD, Bluray, etc.), mais le groupe annoncera que ce DVD ne verra pas le jour pour des raisons indépendantes de leur volonté . En revanche, le 31 janvier 2020, le groupe offre en libre téléchargement l’album 25 Live d’une durée de 2 h 34 min comportant vingt titres enregistrés lors de la tournée 25 ,. Le même jour, un film d’une heure et quart sur la tournée, Archive 25 Tour - A Road Movie, est mis en ligne sur la chaîne YouTube officielle d’Archive.
Dans le sillage de la tournée 25, le groupe annonce, le 12 mai 2020, la sortie prévue pour le 28 août 2020 d’un album de reprises de dix titres : Versions. L’album est disponible en formats vinyle 33 tours (avec code de téléchargement), CD et téléchargement MP3. Un 45 tours est également édité avec deux titres : Face A. Nothing Else (Version) (Lttlrbbt Remix) - Face AA. Again (Version) (Mount Alaska Remix),.

### Call to Arms & Angels(2022)

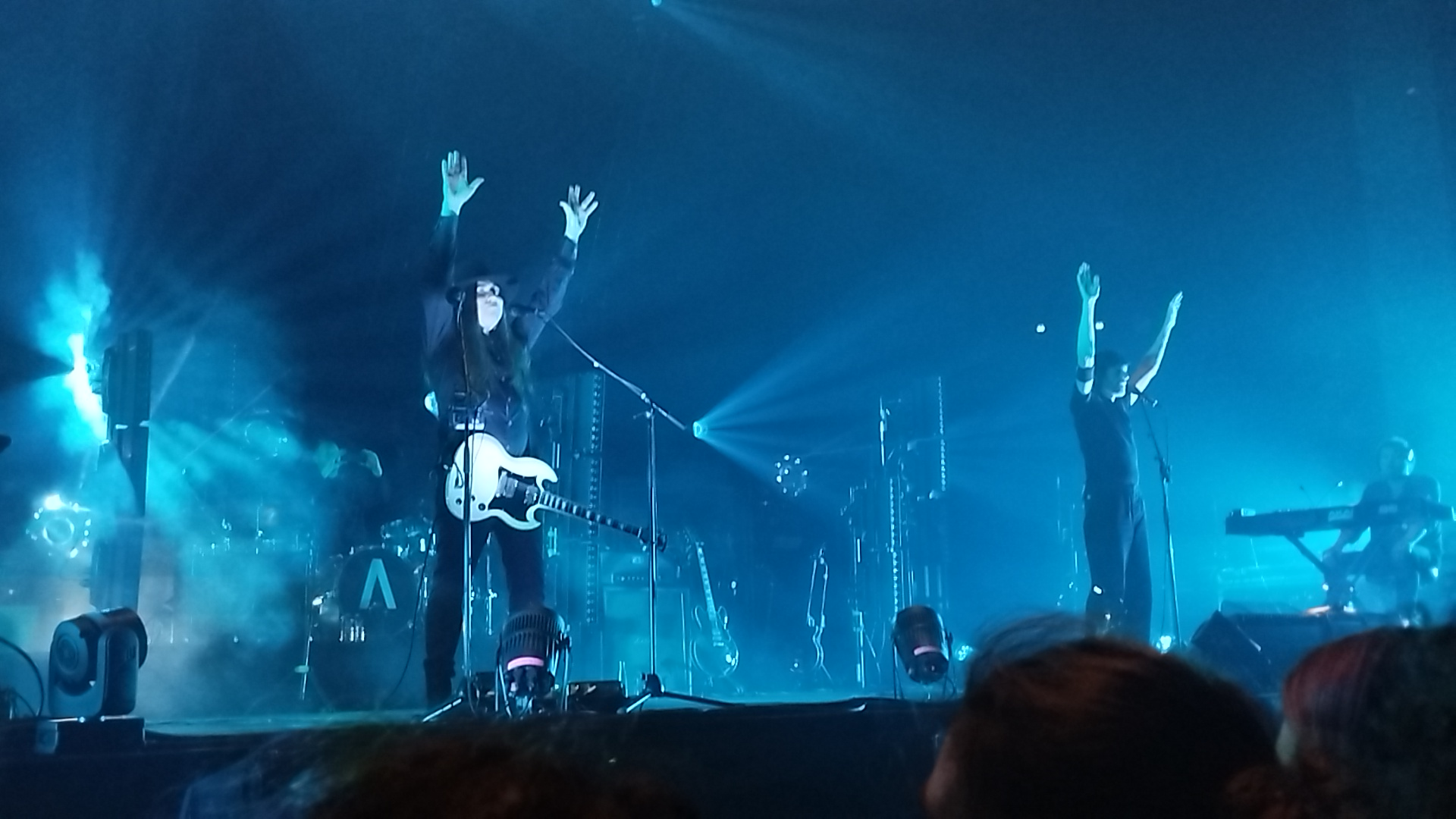
Archive en concert à l'Accor Arena le 24 novembre 2023.

Le 4 mai 2021, le collectif annonce sur les réseaux sociaux et par liste de diffusion la prévente de leur douzième album, initialement intitulé #Archive12. Composé de dix-sept titres, il est prévu pour avril 2022 sous différentes offres (triples disques vinyles noirs ou colorés, CD, etc.). En septembre 2021, un premier titre de quatorze minutes est révélé : Daytime Coma. Le 1er novembre 2021, le titre de l’album est enfin annoncé : Call to Arms & Angels et la date de sortie précisée, à savoir le 8 avril 2022. La sortie de cet album, repoussée au 29 avril, sera accompagnée par une tournée mondiale avec plusieurs dates françaises en octobre et novembre 2022,. Le 23 août 2022, Darius Keeler annonce sur les réseaux sociaux « être atteint d’un cancer [du côlon] diagnostiqué fin juillet, que l’opération s’est bien passée mais que la convalescence sera longue, en conséquence de quoi la tournée initialement prévue pour l’automne 2022 est reportée à 2023 ». Le concert initialement prévu le 25 novembre 2022 à l’Accor Arena, par exemple, est repoussé d’un an au 24 novembre 2023. Un disque vinyle au tirage limité (750 exemplaires) a été pressé et mis en vente lors de la tournée : Best of Rarities composé de dix titres.
Le 27 octobre 2023 est dévoilée la bande originale du film de Mélanie Laurent, Voleuses, sorti sur Netflix le 1er novembre. L’album est disponible numériquement à l’écoute et en téléchargement,,.
Le 12 avril 2024, le collectif annonce sur les réseaux sociaux la tenue de deux nuits exceptionnelles au Zénith de La Villette les 14 et 15 février 2025 avec prévente le 15 avril (qui a vu la totalité des billets partir très vite). Archive y jouera l’intégralité de quatre de ses albums phares ; la première nuit sera destinée aux albums You All Look The Same For Me (2002) et Noise (2004) ; la seconde nuit, ce sera au tour du diptyque Controlling Crowds Part I-III (2009) et Controlling Crowds – Part IV (2009),. Le même jour est dévoilé un nouveau titre inédit, Personal Army, interprété par le chanteur historique Craig Walker,, ce dernier apparaît également sur le single My Last sorti le 7 juin 2024, accompagné d'un clip constitué d'images d'archive de Darius, Danny et Craig en studio.
Devant le succès de ces deux dates, la groupe programme une tournée européenne sur le même principe. Lisa Mottram assure toutes les partitions vocales féminines et les chansons rap sont chantées par Jimmy Collins (24Vision).

## Style musical
Le style musical qu'emprunte Archive est né avec le trip hop sur les deux premiers albums. Désormais, le groupe propose une musique touchant au trip hop, mais en fusionnant l'electro au progressif, au rock et à l'ambient. Keeler et Griffiths viennent terminer la ligne musicale complexe d'Archive avec les synthétiseurs et les samples. 
Il existe plusieurs interviews dans lesquelles certains membres du groupe (dont Darius Keeler) déclarent considérer leur musique comme étant du rock progressif, notamment dans leur manière de composer (mélange de genre, complexité musicale, éléments mélodiques, longues parties instrumentales, etc.). La majorité des groupes de ce genre possédant une sonorité propre, complexe et dure à définir, il est donc possible de faire une affiliation avec Archive.
On peut ainsi faire le rapprochement avec Pink Floyd, dans l'esprit du moins. Cela vaut pour la longueur de certains morceaux (Waste, Again, Lights, Finding it so hard, Controlling Crowds, Calling ou d'autres, qui dépassent les neuf minutes), pour l'atmosphère (en particulier pour Again, à l'ambiance très proche de l'album Animals des Pink Floyd, ou le sonar de Seamless qui n'est pas sans rappeler celui du titre Echoes, qui clôt leur album Meddle) ainsi qu'un certain pessimisme dans les textes,,,,.

## Membres

### Membres actuels
- Darius Keeler : claviers (depuis 1994)
- Danny Griffiths : claviers, effets, samples, basse (depuis 1994)
- Dave Pen : guitare, chant (depuis 2004)
- Pollard Berrier : chant, guitare (depuis 2005)
- Lisa Mottram[37] : chant (depuis 2019)
- Jimmy Collins : rap, (depuis 2025)

### Membres additionnels
- Steve « Smiley » Barnard : batterie (depuis 2001)
- Jonathan Noyce : guitare basse (depuis 2007)
- Mickey Hurcombe : guitare depuis 2014

### Anciens membres
- Roya Arab : chant sur Londinium  (1994-1996)
- Suzanne Wooder : chant sur Take My Head  (1999-2001)
- Matt Martin : batterie sur Take My Head (plus quelques autres apparitions sur les autres disques)  (1999-2001)
- Craig Walker : chant et guitare sur You All Look the Same to Me, Michel Vaillant, Unplugged et Noise (2001-2004) puis chant sur les titres Personal Army et My Last (2024)
- Lee Pomeroy : basse (1999-2006)
- Steve « La Menace » Davis : guitare basse (…-2011)
- Rosko John : chant rap sur les albums Londinium et Controlling Crowds I à IV.
- Steve Harris : guitare (1999-2014)
- Maria Q : chant, chœurs (2001-2022)
- Holly Martin : chant (2012-2022)

## Discographie

### Collaborations
- 2010 : Mylène Farmer. Réalisation de trois titres de son album Bleu noir : Light Me Up, Leila, Diabolique mon ange.
- 2019 : Band of Skulls. Le groupe s'associe à Archive sur le single Remains of Nothing, qui annonce l'album anniversaire rétrospectif 25 paru le 10 mai 2019 chez Dangervist via PIAS.
- 2022 : Mylène Farmer. Réalisation de plusieurs titres pour son nouvel album.

## Cinéma et télévision
- Le titre Again de l'album You All Look the Same to Me a été utilisé à plusieurs reprises en France. On le retrouve notamment dans le générique de la série Clara Sheller, sur la bande annonce du film La Fille du RER d'André Téchiné (2009), au générique du film Avant qu'il ne soit trop tard de Laurent Dussaux (2004) et sur la bande annonce du film La Vie promise d'Olivier Dahan (2002).
- Le titre Fuck U de l'album Noise fait partie de la bande originale du film Les Irréductibles de Renaud Bertrand (2006).
- Le titre Nothing else de l'album Londinium fait partie de la bande originale du film Déjà mort d'Olivier Dahan (1997). Le titre a également été utilisé dans le générique final du court métrage Poussières de Daniel Metge (2013).
- Le titre Lights de l'album du même nom fait partie de la bande originale du film Le Syndrome du Titanic de Nicolas Hulot. Le titre a aussi été utilisé pour la première publicité du site Meetic et pour une publicité de la chaîne sportive beIN Sport.
- Le titre Collapse/Collide est présent au générique de fin du film Secret défense de Philippe Haïm (2008).
- Le titre You Make me Feel de l'album Take my head est la musique d'une publicité Levi's. Il apparaît aussi en illustration sonore, en novembre 2012, pour une publicité Garnier et il est utilisé pour le clip Free Fall de l’apnéiste français Guillaume Néry (où il plonge en apnée dans le Trou bleu de Dean).
- Bande originale du film Michel Vaillant (2003).
- Le titre Programmed de l'album Lights apparaît dans le film Passion de Brian De Palma en 2012.
- Le titre Bullets apparaît dans le premier teaser du jeu vidéo Cyberpunk 2077, en janvier 2013. Le même titre apparaît également dans la bande annonce du film La Mante religieuse, en juin 2014.
- En 2023, le collectif a composé la musique du film Voleuses réalisé par Mélanie Laurent et diffusé sur Netflix.

## Remixes
- Archive a remixé le titre Pigs and their Farms du groupe The Unisex.
- Archive a remixé le titre Off de l'album On/Off/Safety/Danger du groupe Birdpen. Il y est présent en tant que titre bonus.

## Reprises
La chanson Fuck U a été reprise par Placebo en 2009, et par Solar Fake (sur l'album You Wins. Who Cares?) en 2018. 